# Andreï Popov (ethnologue)
Pour les articles homonymes, voir Popov et Andreï Popov.
 (février 2014).
Si vous disposez d'ouvrages ou d'articles de référence ou si vous connaissez des sites web de qualité traitant du thème abordé ici, merci de compléter l'article en donnant les références utiles à sa vérifiabilité et en les liant à la section « Notes et références ».
Andreï Aleksandrovitch Popov (né en 1902, mort en 1960) est un ethnologue russe et soviétique qui a étudié notamment le chamanisme des peuples sibériens Dolganes et Nganassanes.

## Biographie
Né dans le district de Viliouïsk en Iakoutie (aujourd'hui république de Sakha), d'origine russe, Popov était bilingue russe-iakoute. D'abord maître d'école primaire, il commence à étudier les Dolganes et les Nganassanes en 1929, et rédige en 1932 une monographie (non publiée) sur Les croyances des Dolganes, suivie de deux monographies consacrées aux Nganassanes : Nganassanes. La culture matérielle (Moscou, Leningrad, 1948) et Nganassanes. Milieu social et croyances (Leningrad, 1984) ; cette dernière œuvre, achevée dès 1945, n'a été publiée que longtemps après sa mort, sans doute pour des raisons idéologiques. Il avait lui-même adopté les coutumes et le mode de vie des Nganassanes.
Popov, au même titre que Vladimir Bogoraz par exemple, associait le chamanisme à une déviation psychique, point de vue repris plus tard par le psychiatre américain Julian Silverman. Les études de Popov sur le chamanisme représentent une des sources importantes pour l’étude de l’ethnographie des peuples de Taïmyr. Mircea Eliade notamment a utilisé ses travaux dans son ouvrage sur le chamanisme.
Il a eu comme disciple Galina Gratcheva (1934-1993), qui a préparé la publication de sa seconde monographie sur les Nganassanes. Galina Gratcheva a péri dans un accident d'hélicoptère dans la Tchoukotka.

## Œuvres publiées en russe
- Попов А.А., Тавгийцы: Материалы по этнографии авамских и ведеевских тавгийцев. Л. Изд-во Академия наук СССР (Труды Института антропологии и этнографии, Т. 1, вып. 5), 1936, 111 p.
- Попов А.А. (сост.), Долганский фольклор, Л., 1937.
- Попов А.А., Материалы по верованиям якутов Вилюйского округа, - СМАЭ. Т. 11. Л., 1949.
- Попов А.А., Шаманство у долган. - Проблемы истории общественного сознания аборигенов Сибири, Л., 1981.
- Попов А.А., Нганасаны. Социальное устройство и верования. Л., 1984.